# Loxoblemmus beybienkoi
Loxoblemmus beybienkoi är en insektsart som beskrevs av Bhowmik 1977. Loxoblemmus beybienkoi ingår i släktet Loxoblemmus och familjen syrsor. Inga underarter finns listade i Catalogue of Life.